# Antropszyno
Antropszyno (ros. Антропшино) – stacja kolejowa w miejscowości Kommunar, w rejonie gatczyńskim, w obwodzie leningradzkim, w Rosji. Położona jest na linii Petersburg - Newel - Witebsk.

## Historia
Stacja w powstała w 1904, na linii łączącej Petersburg z koleją moskiewsko-windawską, pomiędzy stacjami Pawłowsk II i Siemrino.